# Harbledown and Rough Common
Harbledown and Rough Common är en civil parish i grevskapet Kent i sydöstra England. Den ligger i distriktet Canterbury och utgörs av orterna Harbledown, Upper Harbledown samt Rough Common. Civil parishen hade 2 303 invånare vid folkräkningen år 2021.